# Zaloški potok
Zaloški potok je potok, ki izvira v bližini naselja Zalog pri Kresnicah in se kot levi pritok izliva v reko Savo v vasi Ribče.